# Musik fra middelalderen
Musik fra middelalderen er musik fra tiden mellem ca. år 500 og 1400. Musikken er i stort omfang anonym og domineres i størstedelen af kirkelig musik specielt den gregorianske munkesang. Først oppe i 1300-tallet bliver det almindeligt, at der er komponistnavn på musikken. Nogenlunde samtidig vinder flerstemmig musik frem. Her spiller Ars nova en markant rolle.

## Overblik
Først med den kristne oldkirkes sang, der endnu er bevaret i den romersk-katolske kirke, får vi et musikalsk monument af betydning, den såkaldte "gregorianske kirkesang", hvor den enstemmig førte melodi i fri rytme følger ordets accenter. Særlig interesse har denne sang, fordi den må antages at stå i forbindelse med antikken og sandsynligvis også har optaget rester af den jødiske tempelsang i sig. Pave Gregor den Store (død 604) har man hidtil tildelt æren for at have samlet og kodificeret den gregorianske sang, men dette er dog draget i tvivl. I tonal henseende følger den, ligesom al middelalderens musik, ikke vore nuværende tonearter, dur og mol, men de gamle kirketonearter, i alt 8 i antal, hvoraf de 4 "autentiske" efter en sagnagtig overlevering skulle skyldes kirkefaderen Ambrosius (d. 397), de 4 »plagale« Gregor den Store. I virkeligheden er de efterdannelser efter de antikke græske såkaldte oktavrækker. De ældste middelalderlige musikoptegnelser er komne til os opskrevne med de såkaldte "neumer", middelalderens specielle nodeskrift, oprindeligt accenttegn. Af lignende art i melodi og nodeskrift må den græske kirkes sang oprindelig have været, men senere blev den byzantinske kirkesang (Basilius og Athanasius. 4. århundrede) noget for sig, også i retning af toneskrift (Johannes Damascenus, død 766).
Helt forskellig fra det europæiske system udviklede arabernes musik sig, rimeligvis med sit udgangspunkt hos perserne. Tonesystemet er her ikke diatonisk, men et særdeles findelt kromatisk system, med 17 tonetrin inden for en oktav. I middelalderen nåede den arabiske musik til høj blomstring (alfarabi, 10. århundrede). Det menes, at den europæiske kultur skal skylde araberne flere vigtige instrumenter, således lut, obo og strygeinstrumenterne (arabisk "rebab").
Den gregorianske sang blev normgivende for udviklingen i Europa, det vil altså sige, at denne fandt sted i nær tilslutning til antikken. Teodorik den Stores minister, den ædle og lærde Boëtius (død 526), har i sin De musica givet en teoretisk fremstilling af den dengang hendøende græske musik, og på dette værk levede man højt i middelalderens klosterceller. Musikken selv blev imidlertid stående i sin udvikling hundreder af år igennem — af lutter antik lærdom kom man ikke af stedet.
Udviklingsdygtige skud skød vel nok den gregorianske sang i de skønne hymner og "sekvenser", som er os overleverede, især i det for sin rige musikkultur kendte kloster i Sankt Gallen (Notker, Tuotilo), men kun inden for den en gang givne gregorianske ramme. Først henad 10. århundrede får vi efterretning om noget nyt, nemlig de første rå forsøg på flerstemmighed, lutter kvart- eller kvintparalleller, det såkaldte "organum"; tidligere har den flamske munk Hucbald (død 930) fået navn som "opfinder" af dette organum, men det er åbenbart ældre end han.
Noget efter dette fremskridt følger et andet, forbedring af nodeskriften. Indtil da havde man væsentlig kun benyttet de alt nævnte "neumer", der i grunden kun kunne gøre tjeneste som en slags hukommelsestegn for den, der kendte vedkommende melodi i forvejen. Fremskridtet i nodeskriften bestod dels i anvendelsen af et liniesystem med tilhørende "nøgle", dels i omdannelsen af de mange forskellige formede neumetegn til en ensartet punktskrift, "noder". Tonelæreren Guido af Arezos (død 1050) navn er særlig knyttet til disse forbedringer. Fra omtrent samme tid, men ikke som før antaget, hidrørende fra Guido selv, stammer det ejendommelige middelalderlige tonesystem heksakorden eller solmisationen med sin lidet tilfredsstillende inddeling af tonerne i grupper på 6 toner (ut, re, mi, fa, sol, la) med forbigåelse af den langt naturligere inddeling efter oktaver. For den gregorianske sang passede solmisationen vel, men derimod dårligt for den senere udvikling.
Mensuralmusikkens opkomst i det 12. århundrede medførte en betydelig udvikling af harmoni og rytme. Man var nu kommet ud over det primitive organum standpunkt, hvor to stemmer fulgte hinanden i parallelle skridt med lige rytmiske værdier. I stedet derfor satte mensuralmusikken til den givne cantus firmus een eller flere modstemmer med ulige rytmiske værdier og ofte i modbevægelse. Alt efter stemmernes antal talte man om en discantus, om en triplum eller en quadruplum, mens man begyndte at skelne mellem forskellige kunstformer, motetus, conductus, copula, hoquetus etc. Koral-nodeskriften måtte nu give plads for de mere sammensatte mensuralnoder med ulige rytmiske værdier. Denne såkaldte diskantus-periode strækker sig over et par århundreder. Rå og famlende er disse første forsøg på flerstemmighed, men man kan ikke se bort fra den opfindsomhed og kunstneriske drift, der ofte præger dem, og stor bet.ydning har denne periode haft som banebryder for den efterfølgende kontrapunktik.
Diskantuskunsten synes navnlig at have hjemme i Frankrig og i England, særlig rager domskolen ved Notre Dame i Paris frem, hvor også de første komponistnavne dukker frem (Léonin, Perotin, Pierre de la Croix). Systemet fremsattes af tonelærere som Franco af Köln, Franco af Paris, Walter Odington, senere Jean de Muris og Philippe Vitry. Mere populære, men derfor ikke mindre udviklingsdygtige Former for Flerstemmighed opstod samtidig i den saakaldte Faux-bourdon ved anvendelse af parallelle sekster og tertser.
Den verdslige musiks bærere var på denne tid ridderdigtningens musikalske repræsentanter, troubadourerne i Frankrig og minnesangerne i Tyskland, også folkevisen. Mens kirkens mænd fortabte sig i spekulation over harmoni, havde her melodien et fristed. Den instrumentale kunst varetog de fagmæssig uddannede instrumentister (ménéstrels), der i tidens løb skilte sig fra de omvandrende musikanters fri flok og, efter 13. århundrede, stiftede egne lav til varetagelse af fagets økonomiske og kunstneriske interesser.

## Den gregorianske munkesang
Man ved ikke meget om musikken i den tidlige middelalder før opfindelsen af nodeskriften. Stort set det eneste overleverede musikalske repertoire fra før 800 er den liturgiske musik fra den romersk-katolske kirke, den gregorianske munkesang, opkaldt efter pave Gregor den Store (død 602), der havde grundlagt en sangerskole, Schola cantorum, i Rom. De ældste gregorianske melodier er blevet til i den tidlige middelalder efter Romerrigets fald omkring år 476. I den tidlige middelalder noteredes musikken med neumer, som blot angav om melodien skulle stige eller falde. Den gregorianske sang var enstemmig, uden harmonier og akkompagnement af instrumenter. Den blev sunget af munkekor ved klostrenes tidebønner og ved gudstjenester.

## Nodesystemet opfindes
Munken Guido af Arezzo (ca. 980 – 1050) betragtes som grundlæggeren af nodesystemet med vandrette linjer, der gjorde det muligt præcist at angive tonen. Dermed var vejen banet for kompositionsmusikken. Omkring samtidigt begyndte flerstemmigt sang, først som parallelsang, senere som mere komplekse flerstemmige kompositioner (polyfoni). Tonaliteten i middelalderen er bestemt af kirketonearterne, der adskiller sig fra det tonesystem, vi kender i dag, ved at have fire grundtonearter udover de to der bruges stadigvæk som dur (ionisk) og ren mol (æolisk): Dorisk, frygisk, lydisk og mixolydisk.

## Folkeviser
Foruden den kirkelige musik findes der i middelalderen en levende verdslig musikkultur, for eksempel folkeviser og troubadoursang. Blandt de danske folkeviser kendes Dronning Dagmars vise.

## Ars nova
I den sene middelalder blomstrede den verdslige musik med den såkaldte ars nova (ny kunst), der opstod i 1300-tallets Frankrig. Ars nova er bl.a. banebrydende ved at notere rytme i nodesystemet (mensuralnotation), og nye genrer som balladen udvikles.

## Komponister fra middelalderen
- Enstemmig kirkemusik

- Hildegard af Bingen (1098-1179)

- Tidlig flerstemmig (polyfon) musik

- Leonin (aktiv ca. 1163-1190)
- Perotin (omkring 1200)

- Troubadourer og minnesangere

- Wolfram von Eschenbach (ca. 1170- ca. 1220)
- Walther von der Vogelweide (ca. 1170- ca. 1230)
- Oswald von Wolkenstein (1377-1445)

- Ars nova

- Adam de la Halle (ca. 1230 - 1288)
- Philipe de Vitry (1291-1361)
- Guillaume de Machaut (ca. 1300-1377)
- Francesco Landini (1325-1397)
- Johannes Ciconia (ca.1335-1411)
- Franciscus Andrieu (14. århundrede)

- Overgang til renæssancemusik

- Martinus Fabri (14. århundrede)
- John Dunstable (ca. 1390-1453
- Gilles Binchois (ca.1400-1460)
- Guillaume Dufay (ca.1400-1474)